# Lebiez
Lebiez és un municipi francès situat al departament del Pas de Calais i a la regió dels Alts de França. L'any 2007 tenia 240 habitants.

## Demografia

### Població
El 2007 la població de fet de Lebiez era de 240 persones. Hi havia 93 famílies de les quals 22 eren unipersonals (9 homes vivint sols i 13 dones vivint soles), 36 parelles sense fills, 31 parelles amb fills i 4 famílies monoparentals amb fills.
La població ha evolucionat segons el següent gràfic:
Habitants censats

### Habitatges
El 2007 hi havia 134 habitatges, 95 eren l'habitatge principal de la família, 31 eren segones residències i 9 estaven desocupats. Tots els 132 habitatges eren cases. Dels 95 habitatges principals, 71 estaven ocupats pels seus propietaris, 20 estaven llogats i ocupats pels llogaters i 3 estaven cedits a títol gratuït; 8 tenien tres cambres, 32 en tenien quatre i 55 en tenien cinc o més. 63 habitatges disposaven pel capbaix d'una plaça de pàrquing. A 46 habitatges hi havia un automòbil i a 32 n'hi havia dos o més.

### Piràmide de població
La piràmide de població per edats i sexe el 2009 era:
| Homes | Edats   | Dones |
| ----- | ------- | ----- |
| 0     | 95 o +  | 0     |
| 0     | 90 a 94 | 0     |
| 4     | 85 a 89 | 12    |
| 4     | 80 a 84 | 4     |
| 4     | 75 a 79 | 8     |
| 8     | 70 a 74 | 0     |
| 0     | 65 a 69 | 8     |
| 4     | 60 a 64 | 0     |
| 4     | 55 a 59 | 4     |
| 4     | 50 a 54 | 8     |
| 8     | 45 a 49 | 4     |
| 12    | 40 a 44 | 4     |
| 8     | 35 a 39 | 12    |
| 4     | 30 a 34 | 0     |
| 4     | 25 a 29 | 12    |
| 4     | 20 a 24 | 12    |
| 0     | 15 a 19 | 20    |
| 0     | 10 a 14 | 8     |
| 0     | 5 a 9   | 0     |
| 8     | 0 a 4   | 4     |

## Economia
El 2007 la població en edat de treballar era de 131 persones, 85 eren actives i 46 eren inactives. De les 85 persones actives 73 estaven ocupades (45 homes i 28 dones) i 12 estaven aturades (3 homes i 9 dones). De les 46 persones inactives 13 estaven jubilades, 11 estaven estudiant i 22 estaven classificades com a «altres inactius».

### Ingressos
El 2009 a Lebiez hi havia 95 unitats fiscals que integraven 252 persones, la mediana anual d'ingressos fiscals per persona era de 12.446,5 €.

### Activitats econòmiques
Dels 6 establiments que hi havia el 2007, 1 era d'una empresa de fabricació d'altres productes industrials, 2 d'empreses de construcció, 1 d'una empresa de comerç i reparació d'automòbils, 1 d'una empresa immobiliària i 1 d'una empresa de serveis.
Dels 3 establiments de servei als particulars que hi havia el 2009, 1 era un taller de reparació d'automòbils i de material agrícola, 1 fusteria i 1 agència immobiliària.
L'any 2000 a Lebiez hi havia 13 explotacions agrícoles que ocupaven un total de 495 hectàrees.

## Equipaments sanitaris i escolars
El 2009 hi havia una escola elemental integrada dins d'un grup escolar amb les comunes properes formant una escola dispersa.

## Poblacions més properes
El següent diagrama mostra les poblacions més properes.